# KRT38
KRT38 هوَ كيراتين يُشَفر بواسطة جين KRT38 في الإنسان.